# Rimskaïa (métro de Moscou)
Rimskaïa (en russe : Ри́мская et en anglais : Rimskaya) est une station de la ligne Lioublinsko-Dmitrovskaïa (ligne 10 verte) du métro de Moscou, située sur le territoire de l'arrondissement Taganski dans le district administratif central de Moscou.

## Situation sur le réseau
Établie en souterrain, à 54 mètres sous le niveau du sol, la station Rimskaïa est située au point 028+86,5 de la ligne Lioublinsko-Dmitrovskaïa (ligne 10 verte), entre les stations Tchkalovskaïa (en direction de Petrovsko-Razoumovskaïa) et Krestianskaïa zastava (en direction de Ziablikovo).